# جيم ماكنزي
جيم ماكنزي (بالإنجليزية: Jim McKenzie)‏ (1 نوفمبر 1877 بغلاسكو في المملكة المتحدة - 18 مايو 1945) هو لاعب كرة قدم بريطاني (وحمل سابقاً جنسية المملكة المتحدة لبريطانيا العظمى وأيرلندا) في مركز جناح. لعب مع نادي ساوثهامبتون ونادي كلايد وBurton Swifts F.C. ‏.